# 昭和56-57年沖縄渇水
昭和56-57年沖縄渇水（しょうわ56-57ねんおきなわかっすい）は、沖縄県で1981年（昭和56年）7月から翌1982年（昭和57年）6月まで続いた渇水である。降水量が平年の3分の2、河川水量は平年の3分の1にまで落ち込み326日間にわたって時間指定断水による給水制限が行われた。これは日本の都市上水道において最も長い給水制限日数である。

## 経緯
当時は沖縄返還から9年が経過し、経済成長と上水道の普及が進んでおり水需要が増加しつつあった。上水道の水源として沖縄県管理の3ダム（瑞慶山ダム、天願ダム、金武ダム）と沖縄本島北部にある国（沖縄総合事務局）管理の福地ダムが使われていたが水不足が慢性化しており、毎年のように給水制限が繰り返されていた。特に1977年（昭和52年）には169日間の給水制限が行われている。このため福地ダムはかさ上げによるダム再開発事業が始められ、沖縄本島北部に新たに5つのダム（辺野喜ダム、羽地ダム、普久川ダム、漢那ダム、安波ダム）の建設が始められていた。
1981年（昭和56年）は梅雨時期の雨量が平年の半分以下しかなく、気温の上昇に伴って水の使用量が増加したため各ダムの貯水量が低下し続けた。6月末には県管理3ダムの貯水量合計が満水時の60%以下、福地ダムも80%以下となったため7月1日に沖縄県渇水対策本部会議が開催され7月11日以降沖縄本島において北部のごく一部を除くほぼ全域で20時から翌朝6時までの夜間断水が始まった。

## 渇水
夜間断水開始後も雨が降らず7月13日には県管理3ダムの貯水率が28.2%まで落ち込んだため7月16日から隔日断水が実施された。隔日断水とは沖縄本島を2つの区域に分割して各区域24時間ずつ交代で給水と断水を繰り返すことである。7月22日から一時的に夜間断水に戻ったものの8月24日から再び隔日断水となった。8月30日から31日にかけて台風第18号が沖縄本島の西海上を通過し風による被害をもたらしたが期待されたほどの雨は降らず水不足が深刻化した。
10月18日に福地ダム上空で自衛隊航空機P-2Jからの散水による人工降雨の試みが行われたものの効果はなく、10月20日には県管理3ダムの貯水率が5.1%とほぼ干上がってしまった。10月21日には台風第24号が沖縄本島の東海上を通過してまとまった雨をもたらしたが水位回復は不十分であり給水制限は継続された。このような状況に対し、1978年（昭和53年）に渇水を経験した福岡市から救援物資として5000個のポリ容器が贈られている。12月30日から1月3日までの年末年始期間中は特例的に給水制限が解除された。
年が明けて1982年（昭和57年）1月4日から給水制限が再開され、1月14日にはドライアイスを用いた人工降雨の試みが行われたものの5ミリ程度の降雨しか得られなかった。頼みの綱であった福地ダムの水位も下がり続け2月に入って貯水率が40%を割るまでになり、気象予報でも雨が見込めなかったため2月15日から給水時間がさらに4時間減らされ隔日20時間給水となった。当時建設中のダムは突貫工事で予定より1ヶ月早く完成させ普久川ダムは2月22日、安波ダムは3月1日から貯水を開始し福地ダムへの送水が可能となった。福地ダムは3月21日に最低の貯水率32.4%を記録している。

## 回復
3月27日に沖縄本島北部でまとまった雨が降り、その後も雨が続いたため4月12日から隔日断水へと緩和された。5月3日に再びまとまった降雨があり5月8日から夜間断水へと緩和されている。5月28日と6月2日に集中豪雨があり各所で水害が発生したものの渇水に対しては恵みの雨となった。県管理3ダムの貯水率が90%以上、福地ダムは70%以上に回復し普久川ダムと安波ダムもほぼ満水状態となったため、6月7日に全ての給水制限が解除された。

## その後
沖縄県ではその後も1988年（昭和63年）、1989年（平成元年）、1991年（平成3年）、1993年（平成5年）に最長約2ヶ月間の給水制限が行われている。しかしながら建設中であったダムは順次完成していき、福地ダムや瑞慶山ダムの再開発によって貯水量が増えたため水不足は次第に緩和されていった。その一方で度重なる水不足の経験から沖縄県内の多くの住宅には屋根の上に大きな水タンクが設置されるようになった。